# Sven Valsecchi
Sven Valsecchi (1968) è un attore italiano, noto per i suoi ruoli di attore bambino negli anni settanta.

## Biografia
Sven Valsecchi debutta nel 1974 a cinque anni con una piccola parte nel film Il venditore di palloncini, film strappalacrime diretto da Mario Gariazzo. Il film aveva per protagonista un famoso attore bambino dei primi anni settanta, Renato Cestiè, del quale Valsecchi - di qualche anno più giovane - diverrà per così dire l'erede, come protagonista a sua volta in altri due celebri film strappalacrime del periodo, Ancora una volta... a Venezia (diretto da Claudio Giorgi, 1975) e Questo sì che è amore (Filippo Ottoni, 1978). 
Tra il 1977 e il 1978 vengono i ruoli più impegnativi. In Nenè (1977), una delle commedie erotiche familiari dirette in quegli anni da Salvatore Samperi, Valsecchi ruba la scena nella parte di un bambino precoce le cui curiosità di natura sessuale sono alimentate dall'arrivo della bella e vivace cugina adolescente Nenè. Valsecchi si cimenta con successo anche nel genere del western all'italiana in Sella d'argento (diretto da Lucio Fulci, 1978), dove è il piccolo compagno di avventure di Giuliano Gemma.
L'esperienza cinematografica di Valsecchi ha termine nel 1980 con la partecipazione in un ruolo minore a un episodio della miniserie televisiva Orient-Express.

## Filmografia
- Il venditore di palloncini, regia di Mario Gariazzo (1974)
- Attenti al buffone, regia di Alberto Bevilacqua (1975) – non accreditato
- Ancora una volta... a Venezia, regia di Claudio Giorgi (1975)
- Gli esecutori, regia di Maurizio Lucidi e Guglielmo Garroni (1975) – non accreditato
- Nenè, regia di Salvatore Samperi (1977)
- Questo sì che è amore, regia di Filippo Ottoni (1978)
- Sella d'argento, regia di Lucio Fulci (1978)
- Jane, regia di Marcel Moussy (1980) – episodio della miniserie Orient-Express